# L’Illusion comique

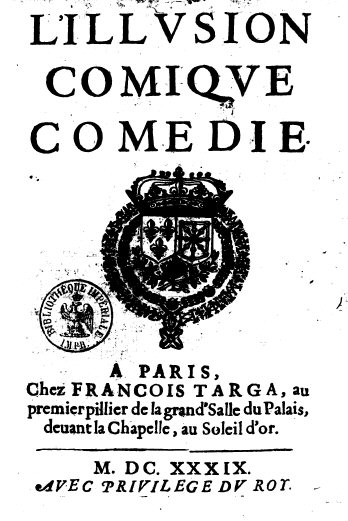
Frontispiz der Erstausgabe

L’Illusion comique ist ein Theaterstück in fünf Akten des französischen Dichters Pierre Corneille. Es entstand 1635 und wurde 1636 im Théâtre du Marais in Paris uraufgeführt. Die Erstausgabe erschien 1639.

## Personen
- Alcandre, ein Zauberer
- Pridamant, Vater des Clindor
- Dorante, Freund des Pridamant
- Clindor, Sohn des Pridamant, Geliebter der Isabelle
- Isabelle, Geliebte des Clindor
- Matamore, Kapitän aus der Gascogne
- Adraste, verliebt in Isabelle
- Géronte, Vater der Isabelle
- Lyse, Dienerin der Isabelle
- Kerkermeister aus Bordeaux
- Page des Kapitäns
- Rosine, Prinzessin, verliebt in Clindor (nur in der Erstfassung)
- Eraste, Schildknappe des Prinzen Florilame
- Gefolge des Adraste
- Gefolge des Florilame

## Handlung
Der erste Akt spielt auf dem Land in der Touraine. Der Vater Pridamant sucht seinen Sohn, den er seit zehn Jahren nicht mehr gesehen hat. Von seinem Freund Dorante wird Pridamant zur Grotte des Zauberers Alcandre geführt, der über die Macht verfügt, zu zeigen, wie sich das Leben des Sohnes in Abwesenheit seines Vaters abgespielt hat.
Im zweiten Akt lässt der Zauberer vor den Augen von Pridamant seinen Sohn Clindor erscheinen, der als Gefolgsmann von Matamore auftritt, einem prahlerischen Angeber aus der Commedia dell’arte in der Tradition des Capitano.
Im dritten Akt erweist sich Matamore angesichts leerer Drohungen als Feigling. Es folgt eine Eifersuchtsszene zwischen Clindor und Adraste, die sich um die schöne Isabelle streiten. Clindor tötet seinen Rivalen und wird in ein Gefängnis in Bordeaux gesteckt. Pridamant beklagt das Schicksal seines Sohnes.
Den dramatischen Höhepunkt bietet der vierte Akt. Nach vier Tagen gibt sich Isabelle in einem Monolog der Verzweiflung hin, da ihr Liebhaber hingerichtet werden soll. Auch Clindor klagt im Gefängnis über sein Schicksal, doch die Henker, die ihn seinem Tod zuführen sollen, erweisen sich als Isabelle und ihre Dienerin Lyse, die mit Einverständnis des verführten Kerkermeisters den Gefangenen befreien. Pridamant ist erleichtert, und der Zauberer erklärt ihm, dass seinem Sohn in zwei Jahren ein ehrenvolles Verdienst zufallen wird.
In einer Nachtszene verwechselt Clindor seine Frau Isabelle mit der Prinzessin Rosine und macht ihr ein Liebesgeständnis, Isabelle ist empört und bringt Clindor dazu, Rosine abzuschwören. Als Clindor daraufhin mit Rosine zusammentrifft, distanziert er sich von ihr. Doch sie wurden bereits von Gefolgsleuten des Prinzen Florilame entdeckt – diese töten Clindor und Rosine. Dem verzweifelten Pridamant zeigt der Zauberer lachend in der nächsten Szene, wie Clindor und seine Freunde das Geld aufteilen, das sie als Schauspieler mit der Aufführung dieser Tragödie verdient haben. Der Vater ist über den ehrlosen Beruf seines Sohnes enttäuscht, doch der Zauberer hält eine abschließende Lobrede auf das Theater.

## Detaillierte Szenenübersicht

### Erster Akt
1. Pridamant und Dorante – zwei Freunde auf dem Weg, bzw. am Warten auf den Zauberer Alcandre. Dorante rühmt die Taten des Zauberers – ist überzeugt dieser kann helfen den verlorenen Sohn Clindor wiederzufinden. Dieser floh vor der Strenge seines Vaters in dessen Versuch ihm das „zuchtlose Verhalten“ zu bestrafen.
2. Pridamant, Dorante und Alcandre – Pridamant gibt sich in Alcandres Hand. Beschreibt ihn als „Orakel unserer Zeit, das alles Irdische durchschaut“. Dieser zeigt Pridamant Kleidung „die schönsten Schauspielerkostüme“. Clindor dürfte aufgrund seines Standes diese eigentlich nicht tragen, wendet der Vater ein, doch Alcandre beschreibt dessen neuen Stand und „niemand hat das Recht, Befremden auszudrücken, beliebts ihm jetzt sich öffentlich derart zu schmücken“. Der Vater erhascht auch Frauenkleider und fragt sich ob sein Sohn verheiratet sei. Alcandre lädt ihn zu einem „Gaukelspiel“ sein, in dem sich „das Auf und Ab“ entfalten solle. „Truggebilden, die sich geben wie leibhaftige Gestalten; auch mangelt ihnen weder Sprache und Gebärde“ – dies aber nur unter vier Augen, Dorante verlässt sie.
3. Alcandre, Pridamant – Alcandre erzählt wie Clindor in Paris zahlreiche Berufe versuchte, um über die Runden zu kommen. Schließlich „führte ihn ein besseres Schicksal nach Bourdeaux“, wo er einem „Waffenheld“ (Matamore) diente, diesen um ein paar Goldstücke prellte und sich in dessen Umworbene verliebte. Schließlich änderte er seinen Namen von Clindor in Sieur de La Montagne. Alcandre lädt Pridamant in seine Grotte ein, um „neue Mittel“ zu walten, „die sich bewähren bei so wundersamem Trug“.

### Zweiter Akt
1. Alcandre und Pridamant – Alcandre warnt Pridamant die Höhle erst nach ihm zu verlassen, sonst sei er „ein toter Mann“.
2. Matamore, Clindor – Matamore wird als siegreicher Krieger, Casanova, sogar von Göttinnen gewollt, eingeführt. Es gibt diese zwei Seiten in ihm: die des Isabelle verfallenen und die des wütenden Waffenheld. „Ich kann nicht nur zur Hälfte schrecklich werden und mit dem Feind würde ich auch die Umworbene gefährden“ – erwidert er auf Clindors Empfehlung wegen des Nebenbuhler Adraste etwas zu unternehmen.
3. Adraste und Isabelle – Isabelle sagt klar und deutlich, dass ihr die Werbung und die ganze Situation unangenehm ist. Sie weiß, sie ist „der Liebe wert und glaube gern, dass ihr mich liebt“, doch empfindet sie die Art von Adraste als „Tortur und Schreckensregiment“. Er ist verzweifelt, wirft ihr Grausamkeit und Verachtung vor und fordert: „versagt Ihr mir das Mitgefühl, das ihr mir schuldig seid?“. Schließlich will er ihren Vater um ihre Hand bitten, weil er meint, sie wünsche sich den „Zwang als Vorwand“ um ihre „frühere Kälte“ abzulegen. Sie weißt ihn ab die Sinnlosigkeit dieses Unterfangens hin.
4. Matamore, Isabelle und Clindor – Matamore legt Isabelle Reiche, Kronen, Länder zu Füßen. Doch sie wünscht: „Laßt diesen unbesiegten Arm nicht zviel Kriege führen; nur über Euer Herz wünsch ich mir zu regieren“. Isabelle bestätigt Clindor als den Kurier, den sie möchte, um ihr „die Ergüsse meines Herzens“ (von Matamore) zu überbringen. Erneut erzählt er von den Prinzessinnen und Königstöchtern, die ihm verfallen sind und „eine jede habe ich bisher verachtet“, was Isabelle ihm absolut nicht glaubt. Clindor unterstützt Matamores Version: „Es heißt, sie starben beide, weil sie Euer Herz verschmähte“.
5. Matamore, Isabelle, Clindor und Page – Matamore schreibt einen Brief an die von Begehren erfüllte „isländische Königin“ um ihr „den letzten Schlag“ zu versetzen. Derweil soll Clindor Isabelle von Matamore erzählen und ihn „ins rechte Licht“ rücken.
6. Clindor und Isabelle - … gestehen sich gegenseitig ihre Liebe. Clindor kann sein Glück kaum fassen, Isabelle macht klar: „Eine Liebe, die es ehrlich meint, fragt nur nach dem, was ihr auch liebenswert erscheint“ und außerdem „Des Vaters Macht kann viel, doch meine Treue kann noch mehr: er hat für sich gewählt, doch wähle ich nicht so wie er“.
7. Adraste und Clindor –  Adraste warnt Clindor, er wolle „zu hoch hinaus“ und „wenn ich Euch noch einmal an dieser Tür gewahre, dann weiß ich wohl, wie ich mit Leuten Eures Schlags verfahre“. Es wird deutlich, dass Matamore als keine ernstzunehmende Konkurrenz gesehen wird – der nur mit „Stechen, Schlagen, Würgen, Morden und Verbrennen“ werbe und „Narr“ nennen könne. Clindor räumt das Feld, lächelt aber auch über das Gebaren des Nebenbuhlers: „Nur weil Ihr Eurer Sache nicht ganz sicher seid, vergesst Ihr gegenüber einem tapfren Mann die Höflichkeit“.
8. Adraste und Lyse – Lyse, die Dienerin Isabelles verrät Adraste von der feurigen Leidenschaft zwischen Clindor und ihrer Herrin; „daß er ihr Herz sein eigen nennen kann“. Sie verrät ihm, dass Clindor sich „als adelig und reich“ ausgebe. Sie rät ihm Isabelles Vater aufzusuchen, der „ein Machtwort spricht, erinnert sie sich wieder ihrer Pflicht“. Sie möchte Adraste helfen, die beiden inflagranti zu erwischen. Er bezahlt sie mit einem Diamanten und sie freut sich: „Der Freier fange sich nur tüchtig Prügel ein!“
9. Lyse – im Monolog wird klar, dass Clindor Isabelle deren Dienerin vorgezogen hat, weswegen Lyse von Eifersucht geplagt, Clindor strafen möchte. „Ich bin nur Dienerin; was ist er anderes als Knecht?“
10. Alcandre und Pridamant – Der Zauberer Alcandre beruhigt Pridamant nach dem Gesehenen: „Lyse liebt Clindor zu sehr; sie will nicht seinen Untergang“.

### Dritter Akt
1. Géronte und Isabelle – Géronte, der Vater von Isabelle, hat Mitgefühl mit den Tränen seiner Tochter, „doch hörts auf den Verstand, und darum bleibt es kühl“. Er meint viel besser als seine Tochter einschätzen zu können, was für sie passt. Sie beruft sich auf „eine inere, schwer benennbare Gewalt, acht ich ihn sehr, doch seine Liebe lässt mich kalt“. Der Himmel knüpfe „mit geheimen Banden die Seelen, die dort droben zueinander fanden“ – sie sei nicht mit Adraste verbunden. Der Vater verlangt Gehorsam: „Beugt Ihr Euch dem Entscheid“.
2. Géronte – im Monolog macht er deutlich, dass die Jugend unnötig aufbegehrt und Frauen „versuchen ständig, unsre Macht zu brechen, gehorchen nur den eignen Launen und Manien“. Er beschließt gegen Matamore vorzugehen.
3. Géronte, Matamore und Clindor – Géronte macht Matamore sehr deutlich, dass er hier nichts mehr zu suchen hat und dass er dessen Vorhaben Isabelle „zur Königin“ zu machen für reine „Prahlereien ohne Sinn“ erachtet. Er warnt ihn: „Leb wohl und mäßigt Euch […], zwar bin ich keiner derer, die Euch hassen, doch jähzornig genug, um meine Leute auf Euch loszulassen.“
4. Matamore und Clindor – Clindor ermutigt Matamore zu zeigen, dass dieser sich nicht an dem „Gekeife“ des Vater störe. Matamore fürchtet mit zu viel Gewalt Isabelles Liebesglut zu „ersticken“. Also soll Clindor für ihn sprechen, „der du nicht tapfer bist“.
5. Clindor und Lyse – Clindor hält Matamore für einen „Hasenfuß“ und macht sich über ihn lustig. Er gesteht Lyse seine Liebe und umwirbt sie mit schönen Worten. Doch „Ich bin im Elend, und du selbst bist mittellos […] die Wonne zweier, die im Elend sind, ist bald verbraucht“. Er ist zerrissen, doch „sie ist mein Wohlstand, du bist meine Augenweide“.
6. Lyse – im Monolog zerrissen mit dem „Spiel“, das er mit ihr treibe. Doch „Isabelle ist mehr als eine Liebe aus Berechnung wert, und ich verdiene Bessres als ein Herz, das solche Liebe nährt“. Sie möchte die Liebe in ihr zum Schweigen bringen, sich rächen und sich an die Abmachung mit Adraste halten.
7. Matamore – im Monolog wird sein Zwiespalt deutlich. Er will sich nicht gegen die Diener des Géronte wenden; er „sterbe lieber als mich gegen sie zu wenden“. Er versteckt sich, als er Clindor und Isabelle herankommen sieht, um zu „belauschen, was sie sagen und sehn, wie er es anstellt, meine Werbung voranzutragen“.
8. Clindor, Isabelle und Matamore – Isabelle und Clindor reden von ihrer Liebe. Isabelle schwört: „den größten Schicksalsschlag empfände ich als Segen, wenn ich nur wüsste, ich erduld ihn Euretwegen“ und Clindor hat Angst um sie, dass der Nebenbuhler und Vater ihr „Gewalt antun“. Matamore kann dem Liebesgeschnulz nicht mehr zuhören und springt dazwischen. Clindor beruhigt Isabelle, er wüsse mit Matamore umzugehen.
9. Matamore und Clindor – Matamore bedroht Clindor mit dem Tod. Clindor geht darauf ein und fordert Matamore zum Duell, da er um die Feigheit Matamores weiß. Der ist beeindruckt von der Tapferkeit seines Dieners, der vermeintlich in seinem Schatten gelernt habe und überlässt Isabelle Clindor.
10. Isabelle, Matamore und Clindor – die drei einigen sich, dass Matamore mit der Verbindung von Isabelle und Clindor einverstanden sei und ihnen seinen Schutz anbietet.
11. Géronte, Adraste, Matamore, Clindor, Isabelle, Lyse und Dienerschaft – die drei werde überrascht, Matamore flieht, Clindor tötet Adraste und wird gefangen genommen.
12. Alcandre und Pridamant – das Gespräch der beiden beendet den dritten Akt, Alcandre ermuntert wieder Pridamant nicht zu verzagen und „das Liebesglück“ warte auf seinen Sohn.

### Vierter Akt
1. Isabelle – im Monolog macht Isabelle klar, dass das Todesurteil, welches ihr Vater gegen Clindor verhängt hat, auch ihren eigenen Tod bedeuten wird. Sie will ihrem Vater, wenn dieser voller Reue ist, „Tag um Tag als Schreckensspuk“ aufspüren.
2. Isabelle und Lyse – Lyse schlägt einen Fluchtplan vor. Der „Bruder des Beschließers“, wirbt um sie, sie opfert sich einer Ehe mit dem von ihr Ungeliebten, damit dieser Isabelle und Clindor zur Flucht verhilft.
3. Lyse – im Monolog verrät sie, dass die Liebe zu Clindor angesichts dieser neuen Gefahr neu entflammte und gesteht, dass „diese Rache maßlos war“.
4. Matamore, Isabelle und Lyse – Isabelle trifft Matamore, der seit vier Tagen (seit dem Tod Alcandres) auf den Türmen des Hauses Wache gehalten habe, um Isabelle zu schützen. Hungrig begab er sich in Richtung des Kellers um Clindor zu befreien. Isabelle glaubt ihm nicht und befiehlt Lyse, die Lakaien des Vaters zu wecken. Matamore verlässt die beiden.
5. Isabelle und Lyse – bestärken sich in ihrem Plan. Isabelle sei „mutig [..], wenn ich auf deine Hilfe baue, daß ich mich selbst dem Haudegen zu trotden traue“. Der Kerkermeister kommt.
6. Isabelle, Lyse und Kerkermeister – die drei besprechen, wie die Flucht abläuft und der „Lohn“ des Kerkermeisters wird die Ehe mit Lyse sein, die das mit „Gut, gut“ abtut.
7. Clindor – im Monolog verhandelt Clindor seine Angst vor der anstehenden Hinrichtung und dass die Liebe zu Isabelle sein Urteil war, die ihn dennoch durchhalten ließe. „Der Schatten meines Mörders gräbt mir hier mein Grab: den Lebenden bezwang ich, tot zieht er mich jetzt hinab“. Schließlich öffnet sich die Kerkertür.
8. Clindor und der Kerkermeister – Der Kerkermeister erzählt Clindor, dieser sei begnadigt worden. Als dieser erleichtert jubelt, erfährt er das Todesurteil würde erst in der Nacht vollzogen, wodurch ihm die Scham der öffentlichen Hinrichtung erspart bliebe. Er verlässt den Kerker und trifft draußen auf Lyse und Isabelle.
9. Clindor, Isabelle, Lyse und der Kerkermeister – alle sind froh, Clindor verbrüdert sich mit dem Kerkermeister und ist überrascht, dass Lyse und dieser ein Paar sind. Isabelle und Lyse gehen sicher, dass „Eure Leidenschaft uns bis zur Hochzeit nicht zu nahe tritt, sonst kehren wir gleich um“. Clindor und der Kerkermeister versichern dies und alle brechen auf.
10. Alcandre und Pridamant – Nun hat Alcandre dem Vater alles gezeigt und die Flucht gelang. Er verrät ihm nicht wohin sie flohen noch wie sie innerhalb von zwei Jahren einen hohen Rang erklommen haben. Mit einem Zeitsprung von diesen zwei Jahren geht es in den fünften Akt.

### Fünfter Akt
1. Alcandre und Pridamant – Alcandre warnt Pridamant noch einmal nicht vor ihm aus der Höhle ans Licht zu gehen.
2. Isabelle als Hippolyte und Lyse als Clarine – Isabelle ist im Garten um ihren Ehemann Clindor inflagranti mit der Fürstin Rosine, der Ehefrau Florilames, zu erwischen. Lyse ermutigt Isabelle die Eifersucht sein zu lassen und dass die Ehe nicht automatisch Treue bedeute, die die „Männer nicht mehr binden“ könne. Clindor als Théagène (englischer Fürst) kommt und sieht sie bevor sie sich verstecken können.
3. Isabelle und Clindor – sie ist eifersüchtig und wirft Clindor vor, was sie alles für ihn aufgegeben habe. Er fragt, über welchen Mangel sie sich beklagen könne und wundert sich über die Frauen im Allgemeinen, warum eine geringste Ehepflichtverletzung direkt zu einem Sakrileg ausgelegt werden würde. Sie solle ihm glauben, dass die Liebe, die sie verbindet, besteht: „Versuch, meiner Verwirrung diese Freiheit zu erlauben ohne die Angst, sie könne dir den Platz in meinem Herzen rauben“. Isabelle gibt zu Bedenken, dass die Affäre mit Rosine, die Beziehung zu Florilame zerstören könnte, der Clindor in seiner „Not ein Ende gab: dem fahrenden Soldaten reichte er den Feldherrnstab“. Isabelle bezieht ihre dem Alter einheimgefallene Schönheit als Ursache für den Betrug und warnt ihn, dass „der Troß, den ihre Würden um sie scharen, […] wie ein großer Leib aus Augen, die alles gewahren“ sei. Er könne nicht anders als diese Affäre weiterzuführen, also beschließt sie sich umzubringen um der Schmach der betrogenen Ehefrau zu entgehen. Dies bringt ihn dazu seine Meinung zu ändern – „Vergiß was ihm [seinem Herz] geschah! - Ich weiß es schon nicht mehr“, versichert sie.
4. Clindor, Isabelle, Lyse, Éraste und die Truppen von Florilames – Éraste, der Stallmeister Florilames, ersticht Clindor. Er „rächte den Prinzen Florilame, die Schmach der Fürstin und Euch selbst, Madame; sie brachte allen dreien einen Treulosen zum Opfer dar, der seines Bunds mi Euch nicht würdig war“ und geht. Isabelle und Clindor bleiben zurück, Lyse holt Hilfe. Pridamante und Alcandre verlassen die Höhle.
5. Alcandre und Pridamant – Pridamant ist voller Trauer und Qual um den Tod seines Sohnes und möchte nicht mehr leben. Alcandre ermutigt ihn dazu und dass er sich doch das Begräbnis seines Sohnes noch anschauen solle um die Schmerzen „noch zu steigern“. Die Regieanweisung sagt, „alle Schauspieler erscheinen […] sie zählen Geld auf einem Tisch“. Pridamant wundert sich: „Was für ein Zauber bringt den Zwist so rasch zum Schweigen, daß Lebende und Tote einträchtig beisammenstehn?“. Es wird klar, dass Pridamant ein Theaterstück gesehen hat, dessen Regisseur vermutlich Alcandre war: „Die Verse sind ihr Kampfplatz, durch ein Wort sind sie entleibt, und weil nicht einer in der dargestellten Rolle bleibt, können Verratne und Verräter, Lebende und Leichen sich schließlich wie zuvor die Hände reichen“. Der Vater ist entgeistert, hatte das Theater zu seiner Zeit einen sehr schlechten Ruf, doch Alcandre überzeugt Pridamant, dass die Bedeutung des Theaters sich geändert habe und es heute von Arm und Reich hochgeschätzt sei. Pridamant ändert seine Meinung. Alcandre antwortet auf die Frage nach dem Lohn: „Menschen zu dienen ist mein innigstes Verlangen; durch Eure Freude hab ich meinen Lohn empfangen“.

#### 5. Akt (Variante der Ausgaben 1639–1657)
1. Clindor und Rosine – er weist sie zurück, möchte Florilame nicht demütigen. „Als Freund  ein Vorbild, aber als Verliebter lächerlich“, schimpft sie und versucht ihn mit allen Mitteln  zu manipulieren – schließlich gibt sie auf und warnt ihn vor ihrer Rache.

1. Rosine sterben beide. Isabelle verlangt auch ihren eigenen Tod: „Entreißt auch  mir das Leben; nicht ohne meinen Tod wird sich sein Haß zufriedengeben“. Doch der Fürst Florilame hat andere Pläne und lässt Isabelle ausrichten „Von Eurem Zauber ist der Prinz schon lang in Bann geschlagen, auf einem seiner Schlösser will er Eure Tränen stillen“. Sie  wehrt sich, will lieber sterben, doch Éraste drängt: „Verliert nicht länger Zeit“.

## Bedeutung
Als Corneille L’Illusion comique schrieb, war er 29-jährig und hatte zuvor schon einige Tragödien und Komödien geschrieben. In der Widmung an eine „Mademoiselle M. F. D. R.“ bezeichnet er sein Stück als „Monster“. Der erste Akt sei ein Prolog, die drei folgenden eine „unvollkommene Komödie“ und der letzte eine Tragödie, so dass das Ganze zusammengenommen eine Komödie ergebe. Der erste Akt enthält mit dem Auftritt des Zauberers, der sich vor einer Grotte abspielt, Elemente der Pastorale. Die „unvollkommene Komödie“ entwickelt sich zur Tragikomödie, in der Rivalitäten, Kerkerszenen und der Tod zur Sprache kommen. Der letzte Akt zeigt die Aufführung einer Tragödie. In diesem Stück, wie sämtliche Bühnenwerke Corneilles in alexandrinischen Versen geschrieben, demonstriert somit der Dichter seine Beherrschung der unterschiedlichen theatralischen Gattungen, mit Hilfe der Technik der Mise en abyme.
Die Handlung erstreckt sich über mehrere Jahre und spielt an verschiedenen Orten, so dass Corneille die als klassisch angesehene Regel der drei Einheiten missachtet. In einer überarbeiteten Version aus dem Jahre 1660 unter dem Titel L’Illusion kürzte Corneille eine Szene aus dem fünften Akt und strich die Person der Rosine, um die „Einheit der Handlung“ etwas mehr zu betonen.
Wie in der ersten Szene erklärt wird, beschränken sich die Fähigkeiten des Zauberers Alcandre, der die Fäden der Handlung zieht, auf die Deutung der Zukunft und der Vergangenheit. Er verfügt jedoch über keine übernatürlichen Kräfte, kann keine Berge versetzen oder Erdbeben hervorrufen. So benötigt er auch keine Bühnenmaschinerie, wie dies in späteren Zauberstücken und Zauberopern des Barocktheaters üblich wird, sondern begnügt sich mit dem Ziehen eines einfachen Vorhangs.

## Bearbeitungen
Das Stück wurde von Tony Kushner unter dem Titel The Illusion ins Englische übersetzt und adaptiert. 2010 wurde auf Veranlassung der Comédie-Française eine adaptierte Version des Regisseurs Mathieu Amalric als französischer Fernsehfilm ausgestrahlt.